# Harald Pichler
Harald Pichler (Klagenfurt, 18 giugno 1987) è un calciatore austriaco, difensore del Mils.

## Carriera

### Club
Esordisce in Fußball-Bundesliga il 18 luglio 2010, nella vittoria interna 4-0 contro il Rapid Vienna.